# 城巴20R線 (第一代)
城巴20R線是城巴一條已停辦的特別路線，由香港體育館單向開往啟德（沐安街），只在香港體育館舉行特別活動後提供散場服務。
城巴20S線是城巴營辦的特別路線，由高鐵西九龍站上落客區單向開往啟德（沐安街），只在西九文化區舉行特別活動後提供散場服務。

## 歷史
2018年12月15日，20R線投入服務。
2022年1月1日：配合西九文化區「香港跨年倒數演唱會」活動於該天凌晨結束，20S線投入服務。
2023年8月19日：城巴開辦另一條編號相同的路線，意味此路線正式取消。

## 服務時間及班次
20R
- 於香港體育館舉行活動期間：活動完結後約15分鐘起提供服務，客滿即開

20S
- 於西九文化區舉行活動期間：活動完結後提供服務，客滿即開

## 收費
| 路線 | 全程收費 | 分段收費       |
| ---- | -------- | -------------- |
| 20R  | $9.8     | - 不設分段收費 |
| 20S  | $11.5    | - 不設分段收費 |

| - 本線設有12歲以下小童半價優惠，但不設長者半價優惠。 - 12歲以下合資格殘疾兒童使用「殘疾人士身份」個人八達通繳付車資，均可享有每程$2.0或半價（以較低者為準）的票價優惠；12至64歲合資格殘疾人士使用「殘疾人士身份」個人八達通（包括「樂悠咭」），以及60歲或以上香港居民使用「樂悠咭」繳付車資，均可享有每程$2.0或全費（以較低者為準）的票價優惠。 - 12至64歲合資格殘疾人士如不使用「殘疾人士身份」個人八達通，以及60歲或以上長者如不使用「樂悠咭」繳付車資，必須繳付全費。 - 乘客可以現金或八達通於上車時付款，不設找續。 - 每位成人乘客可免費攜帶最多兩名4歲以下而不佔座位的兒童乘客乘車，超額之4歲以下小童必須繳付小童車費乘車。 - 九龍巴士、城巴及龍運巴士全職員工及家屬（不包括外判職員）可免費乘搭本路線，惟必須拍職員或職員家屬八達通。 - 乘客亦可使用AlipayHK「易乘碼」、支付寶、WeChatHK／微信支付「搭車碼」、銀聯雲閃付「乘車碼」及BOC Pay「乘車碼」、具有感應式支付功能的VISA、Mastercard及銀聯卡，以及Apple Pay、Google Pay及Samsung Pay流動支付平台繳付車資。使用此支付方式的乘客可享有中途下車之分段收費，以及與其他城巴獨營路線或聯營線城巴班次之轉乘優惠，惟不適用於與非城巴路線之轉乘優惠。乘客亦不能享有「公共交通費用補貼計劃」及「長者及合資格殘疾人士公共交通票價優惠計劃」。 - 此路線接受以AlipayHK「易乘碼」及銀聯雲閃付「乘車碼」繳付車資。使用此等付款方式將只可享有其他同樣接受此付款方式的新巴／城巴路線或聯營路線之新巴／城巴班次的轉乘優惠，亦不能受惠於劃一$2票價優惠及公共交通費用補貼計劃。 |

## 行車路線
20R
經：暢運道、漆咸道南、漆咸道北、東九龍走廊、啟德隧道、宋皇臺道、馬頭涌道、太子道西、太子道東、四美街、六合街、七寶街、啟新道、協調道、迴旋處、協調道、承啟道、沐虹街、沐翠街、承啟道及沐安街。
20S
經：匯民道、佐敦道、彌敦道、亞皆老街、新填地街、旺角道、西洋菜南街、亞皆老街、太子道西、太子道東、四美街、六合街、七寶街、啟新道、協調道、迴旋處、協調道、承啟道、沐虹街、沐翠街、承啟道及沐安街。

### 沿線車站

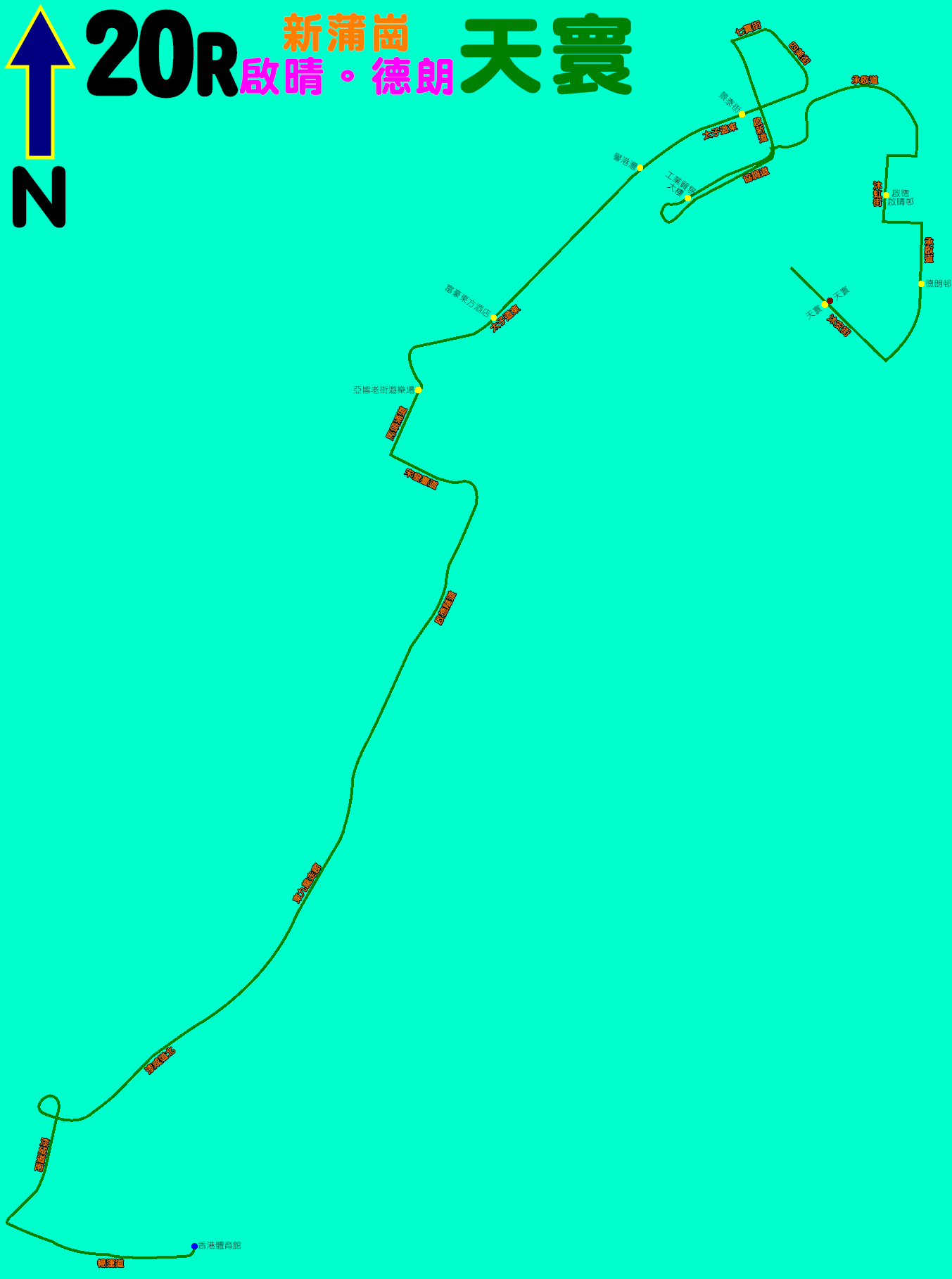
20R線的走線圖

20R
| 1                    | 香港體育館     | 暢運道   |
| 東九龍走廊、啟德隧道 |                |          |
| 2                    | 亞皆老街遊樂場 | 馬頭涌道 |
| 3                    | 富豪東方酒店   | 太子道東 |
| 4                    | 譽·港灣        | 太子道東 |
| 5                    | 景泰街         | 太子道東 |
| 啟新道               |                |          |
| 6                    | 工業貿易大樓   | 協調道   |
| 7                    | 啟德（啟晴邨） | 沐虹街   |
| 8                    | 德朗邨         | 承啟道   |
| 9                    | 天寰           | 沐安街   |

20S
| 1      | 高鐵西九龍站上落客區   | 匯民道     |
| 2      | 上海街                 | 佐敦道     |
| 3      | 南京街                 | 彌敦道     |
| 4      | 九龍中央郵政局         | 彌敦道     |
| 5      | 文明里                 | 彌敦道     |
| 6      | 長沙街                 | 彌敦道     |
| 7      | 雅蘭中心               | 彌敦道     |
| 8      | 快富街                 | 彌敦道     |
| 9      | 旺角中心               | 西洋菜南街 |
| 10     | 先達廣場               | 亞皆老街   |
| 11     | 嘉道理道               | 亞皆老街   |
| 12     | 中華電力               | 亞皆老街   |
| 13     | 九龍醫院主座及西翼大樓 | 亞皆老街   |
| 14     | 醫院管理局大樓         | 亞皆老街   |
| 15     | 香港眼科醫院           | 亞皆老街   |
| 16     | 播道醫院               | 亞皆老街   |
| 17     | 亞皆老街遊樂場         | 亞皆老街   |
| 18     | 富豪東方酒店           | 太子道東   |
| 19     | 譽·港灣                | 太子道東   |
| 20     | 景泰街                 | 太子道東   |
| 啟新道 |                        |            |
| 21     | 工業貿易大樓           | 協調道     |
| 22     | 啟晴邨                 | 沐虹街     |
| 23     | 德朗邨                 | 承啟道     |
| 24     | 天寰                   | 沐安街     |